# Beaurieux (Aisne)
Beaurieux és un municipi francès situat al departament de l'Aisne i a la regió dels Alts de França. L'any 2007 tenia 793 habitants.

## Demografia

### Població
El 2007 la població de fet de Beaurieux era de 793 persones. Hi havia 292 famílies de les quals 60 eren unipersonals (24 homes vivint sols i 36 dones vivint soles), 84 parelles sense fills, 124 parelles amb fills i 24 famílies monoparentals amb fills.
La població ha evolucionat segons el següent gràfic:
Habitants censats

### Habitatges
El 2007 hi havia 331 habitatges, 293 eren l'habitatge principal de la família, 17 eren segones residències i 21 estaven desocupats. 316 eren cases i 15 eren apartaments. Dels 293 habitatges principals, 228 estaven ocupats pels seus propietaris, 55 estaven llogats i ocupats pels llogaters i 10 estaven cedits a títol gratuït; 2 tenien una cambra, 8 en tenien dues, 43 en tenien tres, 88 en tenien quatre i 152 en tenien cinc o més. 214 habitatges disposaven pel capbaix d'una plaça de pàrquing. A 132 habitatges hi havia un automòbil i a 129 n'hi havia dos o més.

### Piràmide de població
La piràmide de població per edats i sexe el 2009 era:
| Homes | Edats   | Dones |
| ----- | ------- | ----- |
| 0     | 95 o +  | 0     |
| 0     | 90 a 94 | 8     |
| 0     | 85 a 89 | 4     |
| 4     | 80 a 84 | 16    |
| 24    | 75 a 79 | 12    |
| 16    | 70 a 74 | 16    |
| 20    | 65 a 69 | 16    |
| 20    | 60 a 64 | 4     |
| 4     | 55 a 59 | 0     |
| 40    | 50 a 54 | 40    |
| 28    | 45 a 49 | 36    |
| 28    | 40 a 44 | 28    |
| 20    | 35 a 39 | 36    |
| 20    | 30 a 34 | 12    |
| 16    | 25 a 29 | 20    |
| 24    | 20 a 24 | 28    |
| 24    | 15 a 19 | 16    |
| 36    | 10 a 14 | 16    |
| 36    | 5 a 9   | 28    |
| 36    | 0 a 4   | 20    |

## Economia
El 2007 la població en edat de treballar era de 490 persones, 346 eren actives i 144 eren inactives. De les 346 persones actives 312 estaven ocupades (176 homes i 136 dones) i 34 estaven aturades (16 homes i 18 dones). De les 144 persones inactives 43 estaven jubilades, 47 estaven estudiant i 54 estaven classificades com a «altres inactius».

### Ingressos
El 2009 a Beaurieux hi havia 284 unitats fiscals que integraven 760,5 persones, la mediana anual d'ingressos fiscals per persona era de 16.226 €.

### Activitats econòmiques
Dels 34 establiments que hi havia el 2007, 2 eren d'empreses alimentàries, 4 d'empreses de fabricació d'altres productes industrials, 5 d'empreses de construcció, 7 d'empreses de comerç i reparació d'automòbils, 2 d'empreses de transport, 1 d'una empresa d'hostatgeria i restauració, 2 d'empreses financeres, 1 d'una empresa immobiliària, 5 d'empreses de serveis, 2 d'entitats de l'administració pública i 3 d'empreses classificades com a «altres activitats de serveis».
Dels 8 establiments de servei als particulars que hi havia el 2009, 1 era una oficina de correu, 1 una oficina bancària, 1 guixaire pintor, 3 fusteries, 1 perruqueria i 1 restaurant.
Dels 6 establiments comercials que hi havia el 2009, 1 era una botiga de més de 120 m², 1 una botiga de menys de 120 m², 2 carnisseries, 1 una llibreria i 1 una botiga de material de revestiment de parets i terra.
L'any 2000 a Beaurieux hi havia 3 explotacions agrícoles que ocupaven un total de 252 hectàrees.

## Equipaments sanitaris i escolars
L'únic equipament sanitari que hi havia el 2009 era una farmàcia.
El 2009 hi havia una escola elemental.

## Poblacions més properes
El següent diagrama mostra les poblacions més properes.